# Lista de campeãs femininas da WWE (1956–2010)

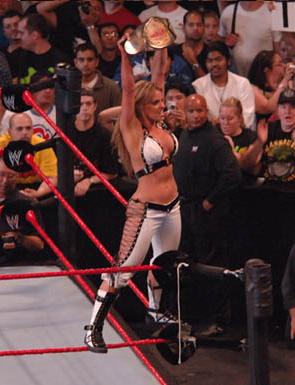
Trish Stratus em seu sétimo reinado.

O WWE Women's Championship foi um título feminino de wrestling profissional disputado na World Wrestling Entertainment (WWE). Criado em 1956, foi o mais velho título ativo na história da World Wrestling Entertainment, até sua aposentadoria em 2010, quando foi unificado ao WWE Divas Championship.
A campeã inaugural foi The Fabulous Moolah, que derrotou Judy Grable em setembro de 1956, tendo o maior reinado oficial, com 27 anos, 10 meses e cinco dias, um total de 10 dias. Trish Stratus possui o maior número de reinados, sete. Mickie James teve o reinado mais curto, com apenas alguns minutos.
Layla (oficialmente) foi a última campeã, ao derrotar Beth Phoenix em uma luta 2-contra-1 no SmackDown de 1° de maio de 2010, exibido no dia 14. No total, existiram 29 campeãs e 59 reinados.

## História

### Nomes
| Nome                           | Anos      |
| ------------------------------ | --------- |
| NWA World Women's Championship | 1956—1983 |
| WWF Women's Championship       | 1983—2002 |
| WWE Women's Championship       | 2002—2010 |

### Reinados
† indica reinados não reconhecidos pela WWE.
| #  | Lutadora                          | Reinados | Data                    | Dias com o título | Local                | Evento                        | Notas | Ref.          |
| -- | --------------------------------- | -------- | ----------------------- | ----------------- | -------------------- | ----------------------------- | --- | ------------- |
| 1  | The Fabulous Moolah               | 1        | 18 de setembro de 1956  | 3651              | Baltimore, MD        | Evento ao vivo                | Derrotou Judy Grable na final de um torneio. O NWA World Women's Championship foi vendido por Moolah à World Wrestling Federation. WWE não reconhece nenhum reinado de 1956 e 1983.                                                                      | [ 6 ]         |
| —  | Bette Boucher                     | 1†       | 17 de setembro de 1966  | 13                | Seattle, WA          | Evento ao vivo                | | [ 5 ]         |
| —  | The Fabulous Moolah               | 1(2)†    | Setembro de 1966        | 527               | —                    | Evento ao vivo                | | [ 5 ]         |
| —  | Yukiko Tomoe                      | 1†       | 10 de março de 1968     | 23                | Osaka, Japão         | Evento ao vivo                | | [ 5 ]         |
| —  | The Fabulous Moolah               | 1(3)†    | 2 de abril de 1968      | 2862              | Hamamatsu, Japão     | Evento ao vivo                | | [ 5 ]         |
| —  | Sue Green                         | 1†       | 2 de fevereiro de 1976  | 32                | Nova Iorque, NY      | Evento ao vivo                | | [ 5 ]         |
| —  | The Fabulous Moolah               | 1(4)†    | 5 de março de 1976      | 947               | Nova Iorque, NY      | Evento ao vivo                | | [ 5 ]         |
| —  | Evelyn Stevens                    | 1†       | 8 de outubro de 1978    | 2                 | Dallas, TX           | Evento ao vivo                | | [ 5 ]         |
| —  | The Fabulous Moolah               | 1(5)†    | 10 de outubro de 1978   | 2113              | Fort Worth, TX       | Evento ao vivo                | WWE não reconhece nenhum reinado de 1984, considerando que o reinado de Moolah durou 10,170 dias. | [ 5 ]         |
| 2  | Wendi Richter                     | 1        | 23 de julho de 1984     | 210               | Nova Iorque, NY      | The Brawl to End it All       | Mulher mais jovem a conquistar o título. | [ 7 ]         |
| 3  | Leilani Kai                       | 1        | 18 de fevereiro de 1985 | 41                | Nova Iorque, NY      | Prime Time Wrestling          | Exibido em 5 de março de 1985. | [ 8 ]         |
| 4  | Wendi Richter                     | 2        | 31 de março de 1985     | 239               | Nova Iorque, NY      | WrestleMania                  | | [ 9 ]         |
| 5  | The Spider Lady (Fabulous Moolah) | 2(6)†    | 25 de novembro de 1985  | 220               | Nova Iorque, NY      | Evento ao vivo                | Ver "The Original Screwjob". | [ 10 ]        |
| 6  | Velvet McIntyre                   | 1        | 3 de julho de 1986      | 6                 | Brisbane, Australia  | Evento ao vivo                | | [ 11 ]        |
| 7  | The Fabulous Moolah               | 3(7)†    | 9 de julho de 1986      | 380               | Sidn Australia       | Evento ao vivo                | | [ 12 ]        |
| 8  | Sensational Sherri                | 1        | 24 de julho de 1987     | 441               | Houston, TX          | Evento ao vivo                | | [ 13 ]        |
| 9  | Rockin' Robin                     | 1        | 7 de outubro de 1988    | 451               | Paris, França        | Prime Time Wrestling          | Exibido em 8 de novembro de 1988. | [ 14 ]        |
| —  | Desativado                        | —        | 21 de fevereiro de 1990 | —                 | —                    | —                             | Rockin' Robin teve seu título retirado. | [ 14 ]        |
| 10 | Alundra Blayze                    | 1        | 13 de dezembro de 1993  | 342               | Poughkeepsie, NY     | All American Wrestling        | Exibido em 26 de dezembro de 1993. Derrotou Heidi Lee Morgan na final de um torneio. | [ 16 ]        |
| 11 | Bull Nakano                       | 1        | 20 de novembro de 1994  | 134               | Tóquio, Japão        | Big Egg Wrestling Universe    | | [ 17 ]        |
| 12 | Alundra Blayze                    | 2        | 3 de abril de 1995      | 146               | Poughkeepsie, NY     | Monday Night Raw              | | [ 18 ]        |
| 13 | Bertha Faye                       | 1        | 27 de agosto de 1995    | 57                | Pittsburgh, PA       | SummerSlam (1995)             | | [ 19 ]        |
| 14 | Alundra Blayze                    | 3        | 23 de outubro de 1995   | 51                | Brandon, MB          | Monday Night Raw              | | [ 20 ]        |
| —  | Desativado                        | —        | 13 de dezembro de 1995  | —                 | —                    | —                             | Título desativado quando Blayze deixou a WWF. Blayze foi contratada pela World Championship Wrestling e apareceu na Nitro em Augusta, GA em 18 de dezembro de 1995, jogando o título em uma lata de lixo.                                                | [ 20 ]        |
| 15 | Jacqueline                        | 1        | 15 de setembro de 1998  | 61                | Sacramento, CA       | Raw is War                    | Se tornou a primeira afro-americana a ganhar o título. Exibido em 21 de setembro de 1998. Derrotou Sable. | [ 23 ]        |
| 16 | Sable                             | 1        | 15 de novembro de 1998  | 176               | St. Louis, MO        | Survivor Series (1998)        | | [ 24 ]        |
| 17 | Debra                             | 1        | 10 de maio de 1999      | 29                | Orlando, FL          | Raw is War                    | Foi uma luta evenin gown. Sable derrotou Debra, mas o comissário Shawn Michaels deu o título a Debra. | [ 25 ]        |
| 18 | Ivory                             | 1        | 8 de junho de 1999      | 131               | Worcester, MA        | Raw is War                    | Exibido em 14 de junho de 1999. | [ 27 ]        |
| 19 | The Fabulous Moolah               | 4(8)†    | 17 de outubro de 1999   | 8                 | Cleveland, OH        | No Mercy (1999)               | | [ 28 ]        |
| 20 | Ivory                             | 2        | 25 de outubro de 1999   | 48                | Providence, RI       | Raw is War                    | | [ 29 ]        |
| 21 | Miss Kitty                        | 1        | 12 de dezembro de 1999  | 50                | Sunrise, FL          | Armageddon (1999)             | Foi uma luta evening gown em uma piscina, também envolvendo Jacqueline e B.B., com The Fabulous Moolah e Mae Young como árbitras especiais. | [ 30 ]        |
| 22 | Hervina                           | 1        | 31 de janeiro de 2000   | 1                 | Pittsburgh, PA       | Raw is War                    | Foi uma luta Lumberjill. Hervina era, na realidade, um homem travestido. | [ 31 ]        |
| 23 | Jacqueline                        | 2        | 1 de fevereiro de 2000  | 56                | Detroit, MI          | SmackDown!                    | Exibido em 3 de fevereiro de 2000. | [ 33 ]        |
| 24 | Stephanie McMahon                 | 1        | 28 de março de 2000     | 146               | San Antonio, TX      | SmackDown!                    | Exibido em 30 de março de 2000. | [ 34 ]        |
| 25 | Lita                              | 1        | 21 de agosto de 2000    | 71                | Lafayette, LA        | Raw is War                    | The Rock foi o árbitro. | [ 35 ]        |
| 26 | Ivory                             | 3        | 31 de outubro de 2000   | 152               | Rochester, NY        | SmackDown!                    | Exibido em 2 de novembro de 2000. Também envolveu Jacqueline e Trish Stratus. | [ 36 ]        |
| 27 | Chyna                             | 1        | 1 de abril de 2001      | 214               | Houston, TX          | WrestleMania X-Seven          | Chyna se aposentou com o título. | [ 37 ]        |
| —  | Vago                              | —        | Novembro de 2001        | —                 | —                    | —                             | Título vago quando Chyna deixou a WWF. | [ 37 ]        |
| 28 | Trish Stratus                     | 1        | 18 de novembro de 2001  | 78                | Greensboro, NC       | Survivor Series (2001)        | Também envolveu Lita, Jacqueline, Ivory, Molly Holly e Jazz. | [ 38 ]        |
| 29 | Jazz                              | 1        | 4 de fevereiro de 2002  | 98                | Las Vegas, NV        | Raw                           | Título renomeado WWE Women's Championship em 6 de maio de 2002. | [ 39 ]        |
| 30 | Trish Stratus                     | 2        | 13 de maio de 2002      | 41                | Toronto, ON          | Raw                           | Foi uma luta de duplas com Stratus e Bubba Ray Dudley derrotando Jazz e Steven Richards. | [ 40 ]        |
| 31 | Molly Holly                       | 1        | 23 de junho de 2002     | 91                | Columbus, OH         | King of the Ring (2002)       | | [ 41 ]        |
| 32 | Trish Stratus                     | 3        | 22 de setembro de 2002  | 56                | Los Angeles, CA      | Unforgiven (2002)             | | [ 42 ]        |
| 33 | Victoria                          | 1        | 17 de novembro de 2002  | 133               | Nova Iorque, NY      | Survivor Series (2002)        | Foi uma luta hardcore. | [ 43 ]        |
| 34 | Trish Stratus                     | 4        | 30 de março de 2003     | 28                | Seattle, WA          | WrestleMania XIX              | Também envolveu Jazz. | [ 44 ]        |
| 35 | Jazz                              | 2        | 27 de abril de 2003     | 64                | Worcester, MA        | Backlash (2003)               | | [ 45 ]        |
| 36 | Gail Kim                          | 1        | 30 de junho de 2003     | 28                | Buffalo, NY          | Raw                           | Foi uma Battle Royal também envolvendo Trish Stratus, Ivory, Jacqueline, Victoria, Molly Holly e Jazz. | [ 46 ]        |
| 37 | Molly Holly                       | 2        | 28 de julho de 2003     | 210               | Colorado Springs, CO | Raw                           | | [ 47 ]        |
| 38 | Victoria                          | 2        | 23 de fevereiro de 2004 | 111               | Omaha, NE            | Raw                           | Foi uma luta de eliminação também envolvendo Lita e Jazz. | [ 48 ]        |
| 39 | Trish Stratus                     | 5        | 13 de junho de 2004     | 176               | Columbus, OH         | Bad Blood (2004)              | Também envolvendo Lita e Gail Kim. | [ 49 ]        |
| 40 | Lita                              | 2        | 6 de dezembro de 2004   | 34                | Charlotte, NC        | Raw                           | | [ 50 ]        |
| 41 | Trish Stratus                     | 6        | 9 de janeiro de 2005    | 448               | San Juan, Porto Rico | New Year's Revolution (2005)  | | [ 51 ]        |
| 42 | Mickie James                      | 1        | 2 de abril de 2006      | 134               | Rosemont, IL         | WrestleMania 22               | | [ 52 ]        |
| 43 | Lita                              | 3        | 14 de agosto de 2006    | 34                | Charlottesville, VA  | Raw                           | | [ 53 ]        |
| 44 | Trish Stratus                     | 7        | 17 de setembro de 2006  | 1                 | Toronto, ON          | Unforgiven (2006)             | | [ 54 ]        |
| —  | Vago                              | —        | 18 de setembro de 2006  | —                 | Montreal, QC         | Raw                           | Título vago após Stratus se aposentar. | [ 55 ]        |
| 45 | Lita                              | 4        | 5 de novembro de 2006   | 21                | Cincinnati, OH       | Cyber Sunday (2006)           | Foi uma luta Lumberjill envolvendo Candice Michelle, Torrie Wilson, Ashley, Jillian Hall, Layla, Kelly Kelly, Rebecca DiPietro, Ariel, Melina, Michelle McCool, Victoria, Trinity e Kristal Marshall. Lita derrotou Mickie James na final de um torneio. | [ 55 ]        |
| 46 | Mickie James                      | 2        | 26 de novembro de 2006  | 85                | Filadélfia, PA       | Survivor Series (2006)        | Lita se aposentou após essa luta. | [ 56 ]        |
| 47 | Melina                            | 1        | 19 de fevereiro de 2007 | 64                | Bakersfield, CA      | Raw                           | | [ 57 ]        |
| 48 | Mickie James                      | 3        | 24 de abril de 2007     | 0                 | Paris, França        | Evento ao vivo                | Também envolveu Victoria. | [ 58 ]        |
| 49 | Melina                            | 2        | 24 de abril de 2007     | 61                | Paris, França        | Evento ao vivo                | | [ 59 ]        |
| 50 | Candice Michelle                  | 1        | 24 de junho de 2007     | 105               | Houston, TX          | Vengeance: Night of Champions | Foi a primeira participante do Diva Search a ganhar o Women's Championship. | [ 60 ]        |
| 51 | Beth Phoenix                      | 1        | 7 de outubro de 2007    | 190               | Rosemont, IL         | No Mercy (2007)               | | [ 61 ]        |
| 52 | Mickie James                      | 4        | 14 de abril de 2008     | 125               | Londres, Inglaterra  | Raw                           | | [ 62 ]        |
| 53 | Beth Phoenix                      | 2        | 17 de agosto de 2008    | 161               | Indianapolis, IN     | SummerSlam (2008)             | Foi uma luta de duplas entre Phoenix e Santino Marella e James e Kofi Kingston, com o WWE Intercontinental Championship também sendo disputado. | [ 63 ]        |
| 54 | Melina                            | 3        | 25 de janeiro de 2009   | 154               | Detroit, MI          | Royal Rumble (2009)           | Título se tornou exclusivo do SmackDown quando Melina foi transferida para lá em 13 de abril de 2009. | [ 64 ]        |
| 55 | Michelle McCool                   | 1        | 28 de junho de 2009     | 217               | Sacramento, CA       | The Bash                      | | [ 65 ]        |
| 56 | Mickie James                      | 5        | 31 de janeiro de 2010   | 23                | Atlanta, GA          | Royal Rumble (2010)           | | [ 66 ]        |
| 57 | Michelle McCool                   | 2        | 23 de fevereiro de 2010 | 61                | Milwaukee, WI        | SmackDown!                    | Exibido em 26 de fevereiro de 2010. Vickie Guerrero foi a árbitra. | [ 67 ]        |
| 58 | Beth Phoenix                      | 3        | 25 de abril de 2010     | 16                | Baltimore, MD        | Extreme Rules (2010)          | Foi uma luta Extreme Makeover. | [ 68 ]        |
| 59 | Layla                             | 1        | 11 de maio de 2010      | 131               | Buffalo, NY          | SmackDown!                    | Derrotou Beth Phoenix em uma luta 2-contra-1 Texas Tornado também envolvendo Michelle McCool. Layla derrotou Beth Phoenix para ganhar o título. Exibido em 14 de maio de 2010.                                                                           | [ 69 ]        |
| —  | Desativado                        | —        | 19 de setembro de 2010  | —                 | Rosemont, IL         | Night of Champions (2010)     | Título aposentado após Michelle McCool com a ajuda de Layla derrotar Melina para unificá-lo ao WWE Divas Championship. | [ 70 ] [ 71 ] |

### Lista de reinados combinados

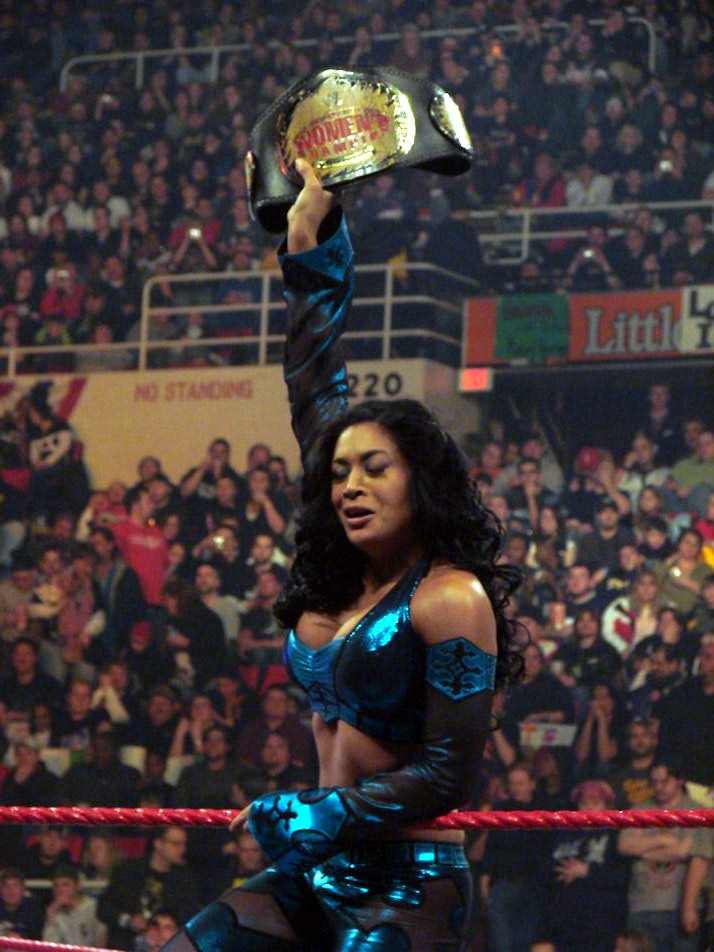
Melina em seu terceiro reinado.

| Posição | Lutadora                   | # de reinados | Dias combinados |
| ------- | -------------------------- | ------------- | --------------- |
| 1.      | The Fabulous Moolah        | 4             | 10,778          |
| 2.      | Trish Stratus              | 7             | 828             |
| 3.      | Alundra Blayze             | 3             | 539             |
| 4.      | Rockin' Robin              | 1             | 451             |
| 5.      | Wendi Richter              | 2             | 449             |
| 6.      | Sensational Sherri         | 1             | 441             |
| 7.      | Mickie James               | 5             | 367             |
| 8.      | Beth Phoenix               | 3             | 367             |
| 9.      | Ivory                      | 3             | 331             |
| 10.     | Molly Holly                | 2             | 301             |
| 11.     | Melina                     | 3             | 279             |
| 12.     | Michelle McCool            | 2             | 278             |
| 13.     | Victoria                   | 2             | 244             |
| 14.     | Chyna                      | 1             | 214             |
| 15.     | Sable                      | 1             | 176             |
| 16.     | Jazz                       | 2             | 162             |
| 17.     | Lita                       | 4             | 160             |
| 18.     | Stephanie McMahon-Helmsley | 1             | 146             |
| 19.     | Bull Nakano                | 1             | 134             |
| 20.     | Layla                      | 1             | 131             |
| 21.     | Jacqueline                 | 2             | 117             |
| 22.     | Candice Michelle           | 1             | 105             |
| 23.     | Bertha Faye                | 1             | 57              |
| 24.     | Miss Kitty                 | 1             | 50              |
| 25.     | Leilani Kai                | 1             | 41              |
| 26.     | Debra                      | 1             | 29              |
| 27.     | Gail Kim                   | 1             | 28              |
| 28.     | Velvet McIntyre            | 1             | 6               |
| 29.     | Hervina                    | 1             | 1               |